# Anna Zalcewicz
Anna Magdalena Zalcewicz – polska prawnik, doktor habilitowany nauk prawnych, profesor uczelni Politechniki Warszawskiej, specjalistka w zakresie prawa finansowego oraz prawa rynku finansowego. Dziekan Wydziału Administracji i Nauk Społecznych PW.

## Życiorys
W latach 2000–2011 adiunkt w Katedrze Prawa Finansowego na Wydziale Prawa i Administracji Uniwersytetu Szczecińskiego. W latach 2011–2015 adiunkt w Katedrze Prawa Gospodarczego i Finansów Publicznych (uprzednio Katedra Prawa Finansów Publicznych) Europejskiej Wyższej Szkoły Prawa i Administracji w Warszawie, następnie profesor EWSPA i kierownik tej Katedry, w latach 2015–2016 kierownik Zakładu Prawa i Administracji WAiNS PW. W latach 2016–2019 Prodziekan ds. ogólnych na Wydziale Administracji i Nauk Społecznych PW, a od września 2020 Dziekan Wydziału Administracji i Nauk Społecznych PW.

## Publikacje
Jest autorką ponad 70 publikacji przede wszystkim z zakresu prawa bankowego, prawa podatkowego i prawa finansów publicznych.